# ری کالینز (هنرپیشه)
ری کالینز (انگلیسی: Ray Collins؛ ۱۰ دسامبر ۱۸۸۹ – ۱۱ ژوئیهٔ ۱۹۶۵) یک هنرپیشه اهل ایالات متحده آمریکا بود. وی بین سال‌های ۱۹۳۰ تا ۱۹۶۵ میلادی فعالیت می‌کرد.
از فیلم‌ها یا برنامه‌های تلویزیونی که وی در آن نقش داشته است می‌توان به همشهری کین، سه کله‌پوک، به بهشت واگذارش کن، امبرسون‌های باشکوه، بهترین سال‌های زندگی ما، نشانی از شر، زندگی دوم و شمشیرزن اشاره کرد.

## مرگ
کالینز  بر اثر آمفیزم در سانتا مونیکا، کالیفرنیا درگذشت.